# PSA HYbrid4

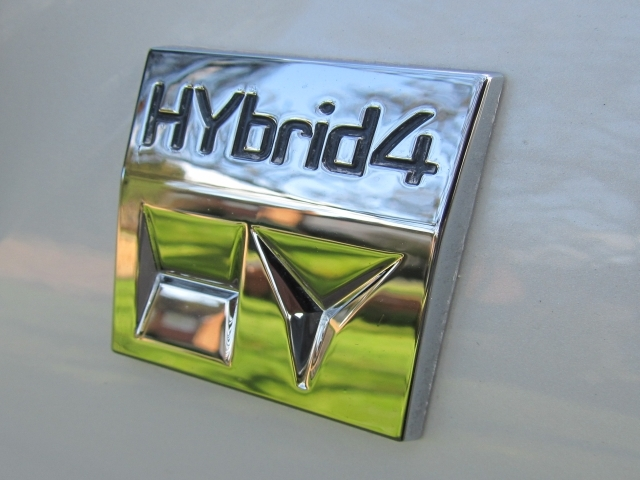
Peugeot HYbrid4 Logo

HYbrid4 bezeichnet eine vom französischen PSA-Konzern entwickelte Antriebstechnologie. Anwendung findet es bei verschiedenen Modellen der Marken Peugeot und Citroën. Dabei wird die Vorderachse von einem Diesel-Verbrennungsmotor (zukünftig Benziner) betrieben, die Hinterachse wird von einem Elektromotor mit Nickel-Metallhydrid-Akku bedient. Daraus ergibt sich eine spezielle Form des Allradantriebs mit kurzer, rein elektrischer Reichweite. Zulieferer der Elektromotoren ist die Firma Bosch.

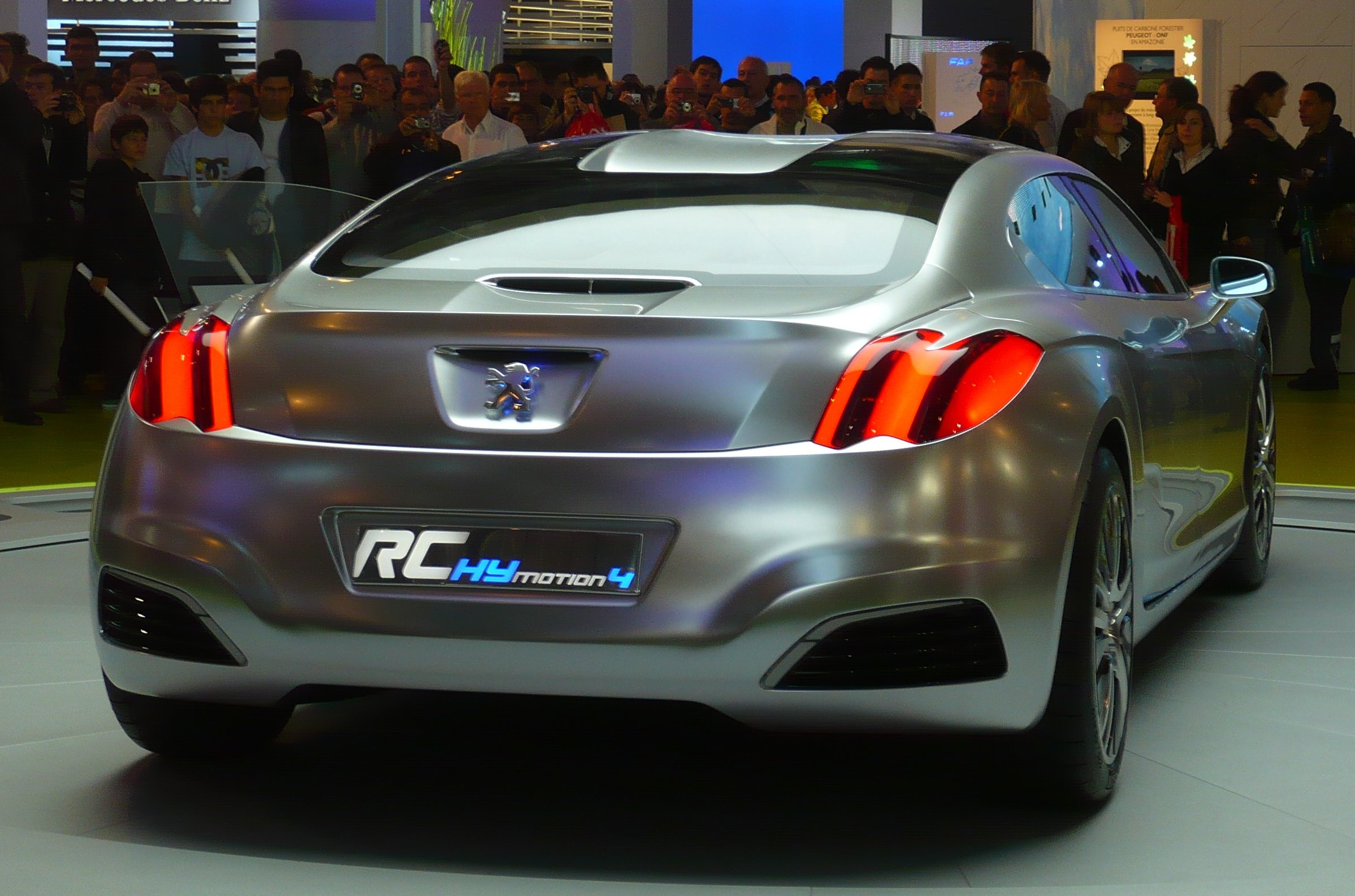
Peugeot RC HYMotion4 auf der Pariser Autosalon 2008

## Umsetzung

### Konzeptfahrzeuge
Die Technik wurde seit 2008 in verschiedenen Konfigurationen in Konzeptfahrzeugen der Marke Peugeot umgesetzt:

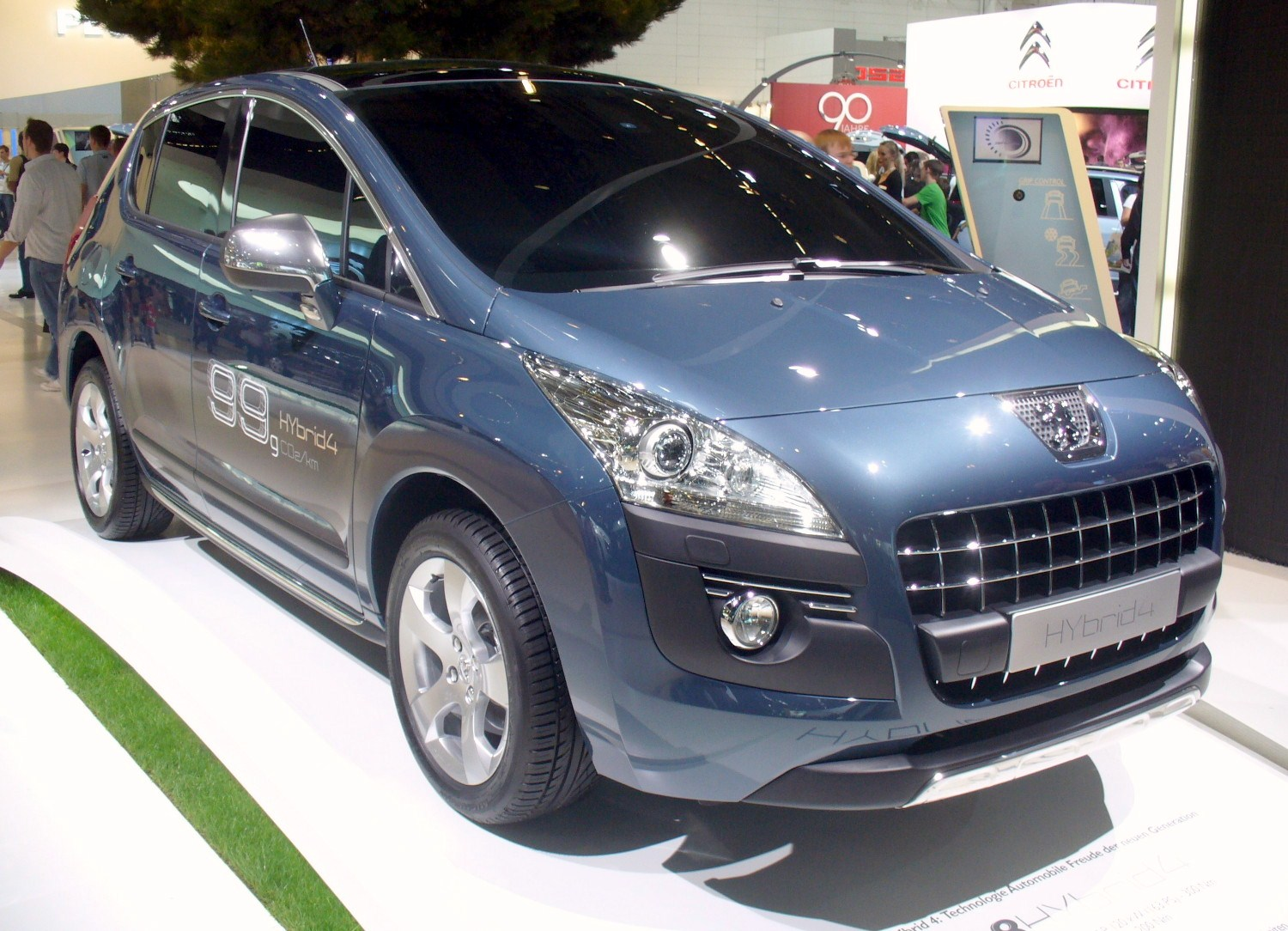
Peugeot 3008 I HYbrid4 auf der IAA 2009

- 2008 Peugeot RC Hybrid4
- 2009 Peugeot RCZ HYbrid4 Concept
- 2010 Peugeot HR1 (Benzinmotor)
- 2010 Peugeot SR1
- 2011 Peugeot HX1

### Serienfertigung
Erstmals in Serie umgesetzt wurde das Konzept 2011 im Peugeot 3008 HYbrid4. Als Basis diente ein 2,0-HDi–Motor mit 120 kW (163 PS) Leistung, der das Fahrzeug zusammen mit einem 27-kW-(37-PS-)Elektromotor antrieb. Als Durchschnittsverbrauch ergaben sich 3,8 l/100 km bei einem CO2-Ausstoß, der je nach Version bei 99 bzw. 104 g/km lag. Im März 2015 endete der Verkauf der Hybrid-Version in Deutschland.
Weitere Serien-Fahrzeuge mit HYbrid4-Antrieb waren ab 2012 der Peugeot 508 RXH und HYbrid4 sowie der Citroën DS5.

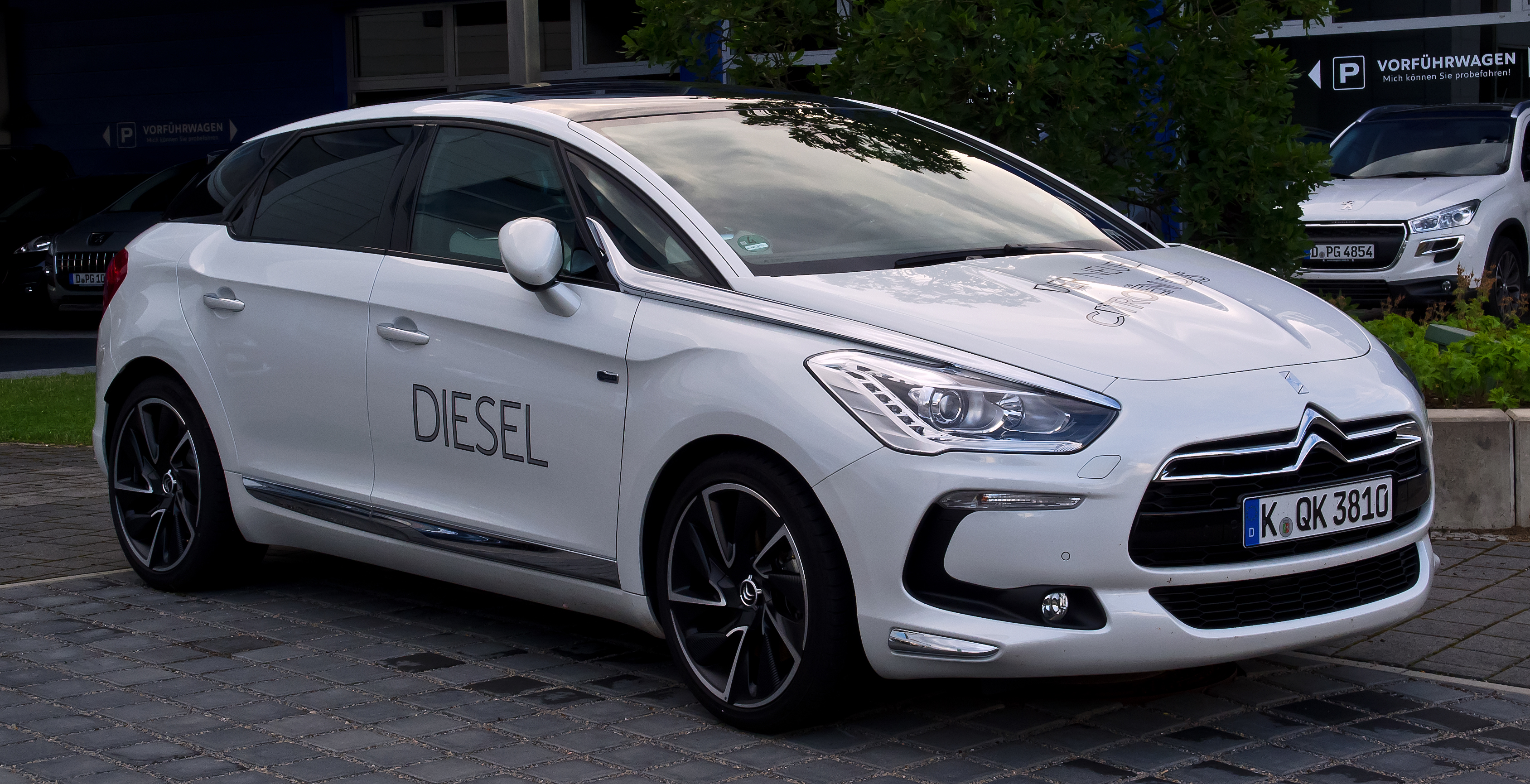
Citroën DS5 HYbrid4

Der Fahrer kann zwischen vier Betriebsmodi wählen:
- ZEV („Zero Emission Vehicle“): Das Fahrzeug fährt rein elektrisch an und kann zusätzlich etwa drei bis fünf Kilometer rein elektrisch im Stadtverkehr betrieben werden.
- Auto: Das Zusammenspiel beider Motoren wird automatisiert
- Sport
- 4WD: Der Elektromotor erhält gegenüber dem Auto-Modus erhöhte Priorität (für Geschwindigkeiten unter 120 km/h), allerdings wird der Verbrauch erhöht

## Zukunft
Peugeot kündigte im Rahmen seiner Elektrifizierungspläne an, ab Herbst 2019 sowohl den Peugeot 3008 II, als auch den 508 II in einer HYbrid4-Variante anbieten zu wollen.

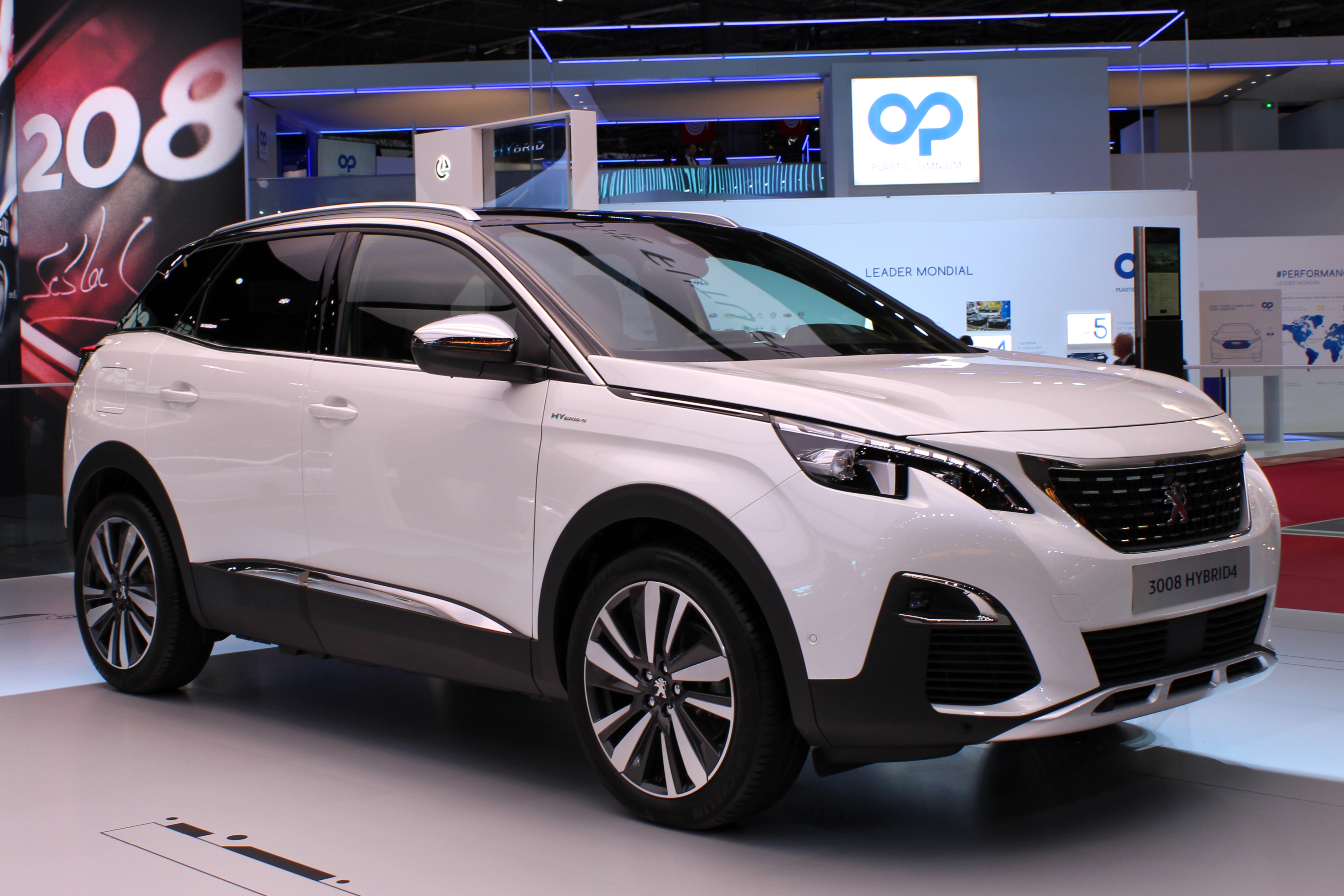
Peugeot 3008 II Hybrid4 auf dem Pariser Autosalon 2018

Im 3008 HYbrid4 soll ein 80 kW (110 PS) starker Elektromotor mit dem 147 kW (200 PS) starken PureTech-Benzinmotors des Konzerns kombiniert werden. Im System ergibt sich dadurch eine Gesamtleistung von 220 kW (300 PS). Ein 13,2 kWh großer Akkumulator sollen 50 (WLTP) bzw. 60 km (NEFZ) rein elektrische Fahrt möglich sein.
Leistung und elektrische Reichweite des 508 HYbrid4 wird etwas kleiner ausfallen (180 PS, 40/50 km Reichweite durch 11,8-kWh-Akku).
Beide Modelle kommen laut Testverfahren auf 49 g CO2-Emission pro Kilometer (WLTP/NEDC) bei einem Verbrauch von etwa 2,2 l/100 km. Anders als bei den bisherigen HYbrid4-Fahrzeugen soll der verbaute Akkumulator nicht zu Einschränkungen des Raumangebots führen.
Im Mai 2019 kündigte Opel, der inzwischen ebenfalls zum PSA-Konzern gehört, an den Grandland X als HYbrid4-Variante herauszubringen.